# IC 74
IC 74 је елиптична галаксија у сазвјежђу Рибе која се налази на листи објеката дубоког неба у Индекс каталогу.
Деклинација објекта је + 4° 5' 27" а ректасцензија 1h 5m 55,9s. Привидна величина (магнитуда) објекта IC 74 износи 14,8 а фотографска магнитуда 15,8. IC 74 је још познат и под ознакама CGCG 410-30, KARA 43, NPM1G +03.0038, PGC 3897.